# Haplospiza unicolor
El yal unicolor (Haplospiza unicolor), también denominado afrechero plomizo (en Argentina y Paraguay), fringilo cigarra o simplemente cigarra o gigarra (en Uruguay), es una especie de ave paseriforme de la familia Thraupidae, una de las dos pertenecientes al género Haplospiza. Es nativa del este de América del Sur.

## Distribución y hábitat

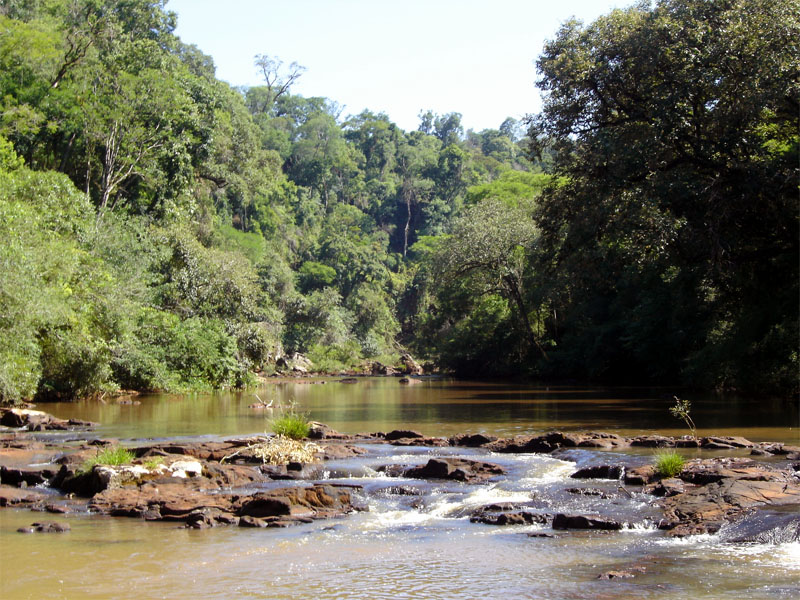
Selva de la provincia fitogeográfica paranaense, ejemplo de hábitat de esta especie.

Se extiende por el sureste de Brasil (sur de Minas Gerais y sur de Espírito Santo hacia el sur hasta Rio Grande do Sul), el este de Paraguay y noreste de la Argentina (Misiones). Como vagante se lo ha reportado llegando al Uruguay y el nordeste de Buenos Aires.
Esta especie es considerada localmente bastante común, temporariamente puede ser más numerosa, en sus hábitats naturales: los tacuarales densos, selvas secundarias y bordes de selvas primarias, tanto serranas como de llanura, hasta los 1400 m de altitud. Usualmente es discreta y ocurre en bajas densidades, pero cuando los bambuzales florecen, se vuelve temporariamente mucho más numerosa y visible.

## Descripción
Mide 12 cm de longitud. Pico cónico, terminado en punta afilada. El macho es grisáceo uniforme por entero, la hembra es pardo olivácea apagado con las partes inferiores más claras y estriadas de pardo oliváceo.

## Comportamiento

### Alimentación
Su presencia está fuertemente relacionada con la floración del bambú de cuyas semillas se alimenta. Como tal, esta especie puede desaparecer de uma dada área por largos períodos, pero, cuando está presente puede ser extremamente abundante. A menudo puede ser encontrado con otros especialistas en bambú como Sporophila falcirostris y Sporophila frontalis.

### Vocalización
Cuando posado en el sotobosque oscuro, emite un sonoro llamado de timbre metálico o entona su canto a partir de las copas o subcopas en los bosques.

## Sistemática

### Descripción original
La especie H. unicolor fue descrita originalmente por el ornitólogo alemán Jean Cabanis en el año 1851, bajo el mismo nombre científico. La localidad tipo dada es: «Río Grande do Sul, Brasil».

### Etimología
El nombre genérico femenino Haplospiza se compone de las palabras del griego «haploos»: liso, uniforme, y  «σπιγγος, σπιζα spiza»: el nombre del pinzón vulgar; y el nombre de la especie unicolor proviene del latín que significa liso, uniforme, de un solo color.

### Taxonomía
Es monotípica. Los amplios estudios filogenéticos recientes demuestran que la presente especie es pariente próxima del par formado por Haplospiza rustica y Acanthidops bairdi y que el clado formado por las tres es próximo de Geospizopsis.